# Dunryggig bulbyl
Dunryggig bulbyl (Microtarsus eutilotus) är en fågel i familjen bulbyler inom ordningen tättingar. Den förekommer i låglänta skogar i Sydostasien på Malackahalvön, Sumatra och Borneo. Arten minskar i antal på grund av skogsavverkningar, så pass att IUCN listar den som nära hotad.

## Utseende och läte
Dunryggig bulbyl är en brun medlem av familjen med en spretig tofs. Fjädrar på nedre delen av ryggen är förlängda och kan puffas upp, vilket gett arten dess namn. Ovansidan är mörkare och undersidan ljusare. Kombinationen av gråaktigt ansikte, tjock svart näbb och ostreckad enfärgad fjäderdräkt gör den lätt att artbestämma. Lätet består av en behaglig och dämpad serie, i engelsk litteratur återgiven som "chee-wee’li’li’wee".

## Utbredning och systematik
Fågeln förekommer på Malackahalvön, Sumatra, Bangka och Borneo. Den behandlas som monotypisk, det vill säga att den inte delas in i några underarter.

### Släktestillhörighet
Arten placerades tidigare i släktet Pycnonotus. DNA-studier visar att Pycnonotus dock är parafyletiskt visavi Spizixos. Dunryggig bulbyl har därför lyfts ut ur Pycnonotus, till Microtarsus.

## Levnadssätt
Dunryggig bulbyl hittas i låglänta skogar, i både uppvuxen och framväxande, där den håller sig på medelhög nivå. Den ses ofta i artblandade flockar. Födan består av bär och andra frukter, men även insekter.

### Häckning
Arten häckar mellan mars och juni på Borneo, medan nyligen flygga ungar hittats på Malackahalvön i början av maj. Under spelet reser den fjädrarna på nedre delen av ryggen. Ett funnet bo var en litet och skålformat, och placerades 60 cm ovan mark i en palm. Däri låg två ägg. Flygga ungar har noterats matas av föräldrarna i åtminstone tio veckor efter att de lämnat boet.

## Status och hot
Arten har ett stort utbredningsområde, men tros minska i antal, dock inte tillräckligt kraftigt för att den ska betraktas som hotad. Internationella naturvårdsunionen IUCN listar därför arten som nära hotad (LC).